# Noah Jupe
Pour les articles homonymes, voir Jupe (homonymie).
Noah Jupe est un acteur britannique, né le 25 février 2005 à Londres (Angleterre).
Il est notamment connu pour son rôle dans la série télévisée The Night Manager, la comédie noire Bienvenue à Suburbicon, le film dramatique Wonder et la saga Sans un bruit.

## Biographie

### Jeunesse
Noah Casford Jupe naît le 25 février 2005 à Londres, en Angleterre. Son père Chris Jupe est producteur-réalisateur, et sa mère Katy Cavanagh (en) est actrice.

### Carrière
En 2015, Noah Jupe commence sa carrière d'acteur dans un épisode des séries télévisées Penny Dreadful et Downton Abbey.
En 2016, il interprète un rôle important dans trois épisodes de la série de thriller d'espionnage The Night Manager, ainsi que cinq épisodes de Les Mystères de Londres (Houdini and Doyle).
En 2017, il décroche son premier rôle sur grand écran dans HHhH de Cédric Jimenez, un film dramatique en pleine Seconde Guerre mondiale adapté du roman éponyme français de Laurent Binet (2010),. Même année, il apparaît dans le film dramatique That Good Night d'Eric Styles, la comédie noire Bienvenue à Suburbicon (Suburbicon) de George Clooney et Wonder de Stephen Chbosky.
En 2018, il s'engage dans le film de science-fiction Titan de Lennart Ruff, aux côtés de Sam Worthington et Taylor Schilling dans le rôle de ses parents, ainsi que, suivant la recommandation de George Clooney,, dans le film d'horreur post-apocalyptique Sans un bruit (A Quiet Place) de John Krasinski.
En 2019, il est aux côtés de l'acteur Shia LaBeouf, qui en est également scénariste, dans le film dramatique Honey Boy d'Alma Har'el,,. La même année, il se trouve aux côtés de Christian Bale et Caitriona Balfe dans Le Mans 66 (Ford v. Ferrari) de James Mangold.
En 2020, il est le gosse de la famille de la haute société, interprétée par Nicole Kidman, Hugh Grant et Donald Sutherland, dans la mini-série de thriller psychologique à énigme The Undoing.

## Filmographie

### Cinéma

#### Longs métrages
- 2017 : HHhH (The Man with the Iron Heart) de Cédric Jimenez : Ata Morávek
- 2017 : That Good Night (en) d'Eric Styles : Ronaldo
- 2017 : Bienvenue à Suburbicon (Suburbicon) de George Clooney : Nicky Lodge
- 2017 : Wonder de Stephen Chbosky : Jack Will
- 2018 : Titan (The Titan) de Lennart Ruff : Lucas Janssen
- 2018 : Sans un bruit (A Quiet Place) de John Krasinski : Marcus Abbott
- 2018 : Holmes et Watson d'Etan Cohen : Doxy
- 2019 : Honey Boy d'Alma Har'el (en) : Otis Lort jeune
- 2019 : Le Mans 66 (Ford v Ferrari) de James Mangold : Peter Miles
- 2020 : Sans un bruit 2 (A Quiet Place Part II) de John Krasinski : Marcus Abbott
- 2021 : No Sudden Move de Steven Soderbergh : Matthew Wertz Jr
- 2022 : Dreamin' Wild (en) de Bill Pohlad (en) : Donnie Emerson (en) jeune
- 2023 : L'Éléphante du magicien de Wendy Rogers : Peter (voix)

#### Court métrage
- 2017 : My Pretty Pony de Luke Jaden : Clive Banning

### Télévision

#### Téléfilms
- 2015 : A Song for Jenny (en) de Brian Percival : William
- 2016 : La Dernière Tueuse de dragons (en) (The Last Dragonslayer) de Jamie Magnus Stone : Tiger Prawns

#### Séries télévisées
- 2015 : Penny Dreadful : Charles Chandler (saison 2, épisode 10 : And They Were Enemies)
- 2015 : Downton Abbey : un enfant (saison 6, épisode 6)
- 2016 : The Night Manager : Daniel Roper (3 épisodes)
- 2016 : Les Mystères de Londres (Houdini & Doyle) : Kingsley Conan Doyle (5 épisodes)
- 2020 : The Undoing : Henry Fraser (mini-série, 6 épisodes)
- 2024 : Franklin (mini-série) : William Temple Franklin (en)
- 2024 : La Voix du lac : Seth Schwartz

### Clip vidéo
- 2019 : From Chaos to Harmony, de Ian Brown

## Distinctions
| Année | Prix                                             | Catégorie                                 | Œuvre     | Résultat   | Réf.   |
| ----- | ------------------------------------------------ | ----------------------------------------- | --------- | ---------- | ------ |
| 2019  | Gotham Independent Film Awards                   | Breakthrough Actor                        | Honey Boy | Nomination | [ 12 ] |
| 2019  | Indiana Film Journalists Association             | Best Actor                                | Honey Boy | Nomination | [ 13 ] |
| 2019  | Las Vegas Film Critics Society                   | Youth in Film – Male                      | Honey Boy | Lauréat    | [ 14 ] |
| 2019  | Online Association of Female Film Critics        | Breakthrough Performance                  | Honey Boy | Finaliste  | [ 15 ] |
| 2019  | Seattle Film Critics Society                     | Best Youth Performance                    | Honey Boy | Nomination | [ 16 ] |
| 2019  | Washington DC Area Film Critics Association (en) | Best Youth Performance                    | Honey Boy | Nomination | [ 17 ] |
| 2020  | Austin Film Critics Association (en)             | Breakthrough Artist Award                 | Honey Boy | Nomination | [ 18 ] |
| 2020  | Critics' Choice Movie Awards                     | Best Young Actor/Actress                  | Honey Boy | Nomination | [ 19 ] |
| 2020  | Hollywood Film Critics Association (en)          | Best Performance by an Actor 23 and Under | Honey Boy | Lauréat    | [ 20 ] |
| 2020  | Independent's Spirit Awards (en)                 | Best Supporting Male                      | Honey Boy | Nomination | [ 21 ] |
| 2020  | London Film Critics Circle (en)                  | Young British/Irish Performer of the Year | Honey Boy | Nomination | [ 22 ] |
| 2020  | Music City Film Critics Association              | Best Young Actor                          | Honey Boy | Nomination | [ 23 ] |
| 2020  | Online Film and Television Association           | Best Youth Performance                    | Honey Boy | Finaliste  | [ 24 ] |